# Улагай Сергій Георгійович
Сергій Георгійович (за іншими даними Григорович) Улагай (31 жовтня 1875 (за іншими даними 1877) — 29 квітня 1944 (?), Марсель) — кубанський козак черкеського походження, учасник Російсько-японської, Першої світової і Громадянської воєн.

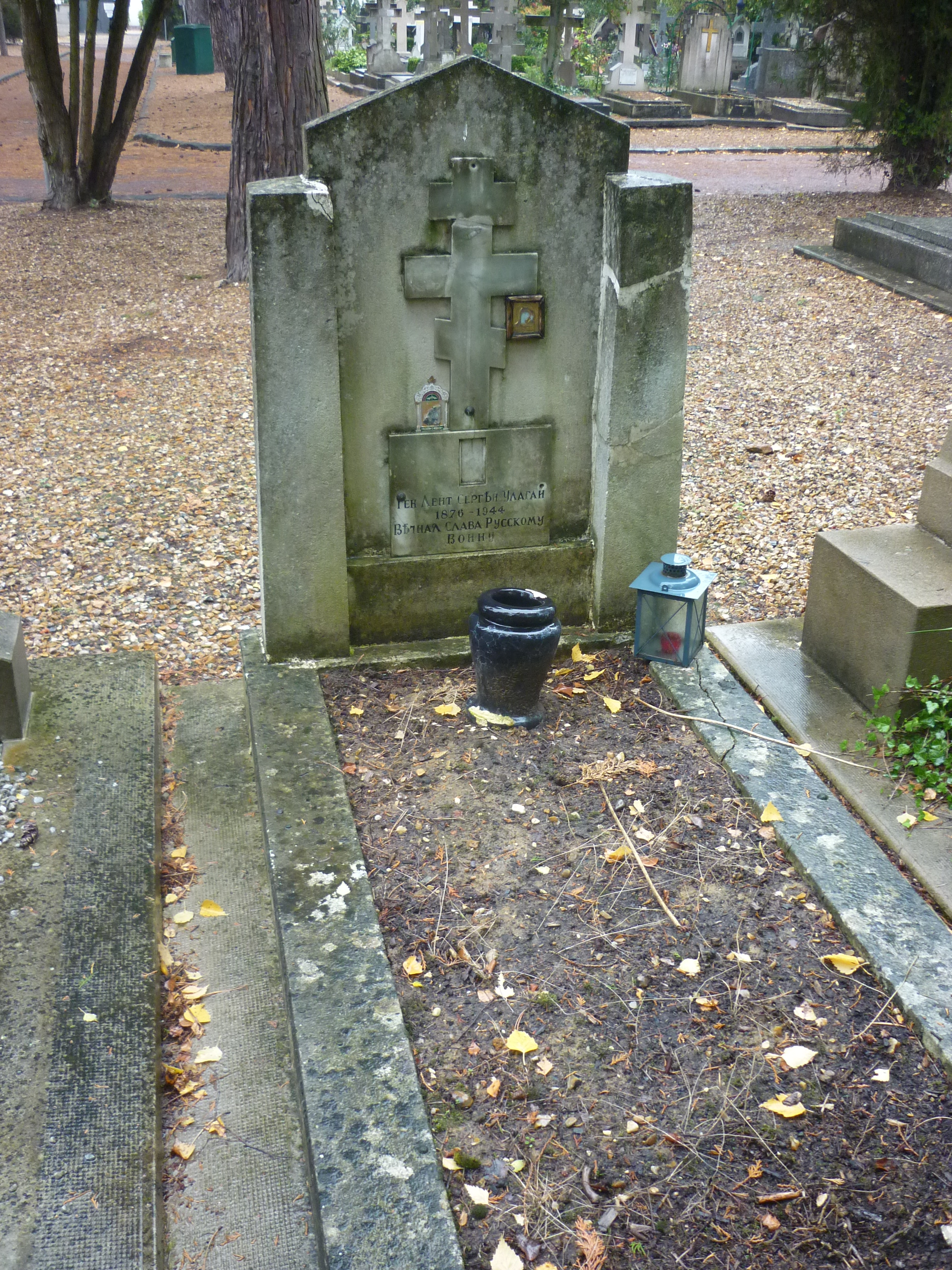
Місце поховання генерала Сергія Улагая, цвинтар Сент-Женев'єв-де-Буа

Один з найвизначніших кавалерійських воєначальників Білого руху. Учасник Першого Кубанського походу Добровольчої армії. Полковник (1917), генерал-майор (1918), генерал-лейтенант (1919). Кавалер ордена Святого Георгія 4-го ступеня.
Походив з ногайського роду, поріднившись з кубанськими козаками через дружин.
Увійшов в історію як командир групи особливого призначення Російської Добровольчої армії генерала Врангеля, висадив десант з Криму на Кубань в серпні 1920 року. Війська висадилися в районі Ахтар практично без протидії з 14 по 17 серпня 1920 року. Однак підняти кубанське козацтво Улагаю не вдалося, таким чином десант на Кубань, як одна з останніх ставок білих у громадянській війні, зазнав поразки.
Після прориву Червоної армії через Перекоп в листопаді 1920 року Генерал Улагай у складі Російської Армії був евакуйований з Криму в Туреччину, а потім — у Францію, де оселився в Марселі.
Створив в Марселі козацьку циркову трупу верхових наїзників, з якою гастролював по Європі і Америці.
Помер в Марселі.